# Condado de Garrett
O Condado de Garrett é um dos 23 condados do Estado americano de Maryland. A sede do condado é Oakland, e sua maior cidade é Oakland. O condado possui uma área de 1 699 km² (dos quais 21 km² estão cobertos por água), uma população de 29 846 habitantes, e uma densidade populacional de 18 hab/km² (segundo o censo nacional de 2000). O condado foi fundado em 1872.